# Sub-districte de Hadera
El Sub-districte de Hadera té una superfície de 53 quilòmetres quadrats, té una població de 76.300 habitants i una densitat de població de 1.439 habitants per quilòmetre quadrat. El seu president és Chaim Avitan. El sub-districte de Hadera forma part del Districte de Haifa.

## Ciutats
- Baqa-Jatt
- Hadera
- Or Aqiva
- Umm al-Fahm

## Consells locals
- Arara
- Basma
- Binyamina-Guivat Ada
- Cesarea
- Fureidis
- Jisr az-Zarqa
- Kafr Qara
- Maale Iron
- Pardes Hanna-Karkur
- Qatsir-Harix
- Zichron Yaakov

## Consells regionals
- Al·lona
- Consell Regional de Menashe